# خورخي ألبرتو راموس كوماز
خورخي ألبرتو راموس كوماز هو سياسي أمريكي، ولد في 11 سبتمبر 1946 في ماياجويز في الولايات المتحدة، وتوفي في 20 أغسطس 2000. نشط حزبياً في Popular Democratic Party (Puerto Rico) ‏. وقد انتخب عضو مجلس بويرتو ريكو ‏.